# عزلة وادي جبيب (صنعاء)

تعديل مصدري - تعديل

عزلة وادي جبيب هي إحدى عزل مديرية سنحان وبني بهلول في محافظة صنعاء اليمنية ويبلغ تعداد سكانها 4383 نسمة حسب التعداد السكاني في اليمن لعام 2004.

## روابط خارجية
- الجهاز المركزي للإحصاء بالجمهورية اليمنية
- المركز الوطني للمعلومات باليمن
- World Gazetteer:Yemen
- الدليل الشامل